# Hannelore Sollfrank
Hannelore Sollfrank (* 4. August 1943 in Berlin) ist eine deutsche Politikerin (CDU).

## Leben
Hannelore Sollfrank absolvierte ein bibliothekswissenschaftliches Studium mit Abschluss als Diplom-Bibliothekarin 1965 und trat anschließend in den Dienst der Stadt Berlin. Zusätzlich erwarb sie 1992 einen Magister-Abschluss.

## Politik und Partei
Sollfrank gehört für die CDU der Bezirksverordnetenversammlung Reinickendorf an. Im Berliner Abgeordnetenhaus erhielt sie 1995 ein Mandat, das sie bis 1999 innehatte. In der Frauen-Union hat einen Sitz im Berliner Landesvorstand.